# سابين بورني
سابين بورني (بالرومانية: Sabin Bornei)‏ (مواليد 5 يناير 1975) هو ملاكم روماني، مثّل بلاده في الألعاب الأولمبية الصيفية 1996.

## روابط خارجية
سابين بورني على موقع بوكس ريك (الإنجليزية) (registration required)
- سابين بورني على موقع أوليمبيديا (الإنجليزية)